# Pâte (céramique)
La pâte céramique haute température CRC convient comme pâte de montage et antigrippante sans métal pour les pièces en acier inoxydable, zinc et aluminium. La pâte est lubrifiante même à charge de pression élevée, séparable jusqu'à env. 1400 °C, évite le grippage et le blocage des composants, est résistante à l'eau chaude et l'eau froide, offre une protection exceptionnelle contre la corrosion.
Dangereux, re
Pour les articles homonymes, voir Pâte.
En céramique, une pâte est une terre artificielle, composée soit d'un mélange de terres, soit d'un mélange de terres et de minéraux broyés.
La porcelaine est une pâte.
En fonction de la composition de la pâte, on peut maîtriser la température de cuisson, l'aspect du tesson, sa couleur.